# Ursula Mandel
Ursula Mandel (* 1953) ist eine deutsche Klassische Archäologin.
Ursula Mandel studierte von 1971 bis 1979 Klassische Archäologie, Kunstgeschichte und Gräzistik an den Universitäten Bonn und Würzburg. Mit der Arbeit Kleinasiatische Reliefkeramik der mittleren Kaiserzeit. wurde sie 1979 in Bonn promoviert. 1979 begann sie ihre Teilnahme an den Grabungen in Pergamon, wo sie bis 1983 bei der Wohnstadtgrabung und der Fundbearbeitung mitwirkte. 1980/81 erhielt sie  das Reisestipendium des Deutschen Archäologischen Instituts, mit dem sie den Mittelmeerraum bereiste. 1982 wurde sie Volontärin am Württembergischen Landesmuseum Stuttgart, ein Jahr später Hochschulassistentin am Archäologischen Institut der Universität Frankfurt am Main. Dort wurde sie 1991 Akademische Rätin sowie Kustodin der Institutssammlungen, die sie bis zu ihrer Pensionierung 2015 betreute. Von 1991 bis 1994 nahm Mandel an der von Ramazan Özgan geleiteten Grabung in Knidos teil und gibt mit diesem und Wulf Raeck die Knidos-Studien heraus. Von 1998 bis 2013 nahm sie an den Grabung in Priene teil, wo sie sich vor allem um die Fundbearbeitung kümmerte. Nachfolger als Kustos wurde Matthias Recke.

## Schriften (Auswahl)
- Kleinasiatische Reliefkeramik der mittleren Kaiserzeit. Die „Oinophorengruppe“ und Verwandtes (= Pergamenische Forschungen, Band 5). de Gruyter, Berlin/New York 1988, ISBN 3-11-010648-5.
- mit Marlene Herfort-Koch und Ulrich Schädler (Hrsg.): Begegnungen. Frankfurt und die Antike. Hans von Steuben zu Ehren (Schriften des Arbeitskreises Frankfurt und die Antike). Arbeitskreis Frankfurt und die Antike, Frankfurt am Main 1994.
- mit Marlene Herfort-Koch und Ulrich Schädler  (Hrsg.): Hellenistische und kaiserzeitliche Keramik des östlichen Mittelmeergebietes. Kolloquium Frankfurt am Main 1995(Schriften des Arbeitskreises Frankfurt und die Antike). Arbeitskreis Frankfurt und die Antike, Frankfurt am Main 1996, ISBN 3-9803946-3-8.